# 8915 Sawaishujiro
A 8915 Sawaishujiro (ideiglenes jelöléssel 1995 YK3) egy kisbolygó a Naprendszerben. Kobajasi Takao fedezte fel 1995. december 27-én.